# حشره‌خوار کوچک اوراسیایی
 حشره‌خوار کوچک اوراسیایی (نام علمی: Sorex minutissimus) نام یک گونه از سرده حشره‌خوارهای دم‌دراز است.